# Jimmy Chagra

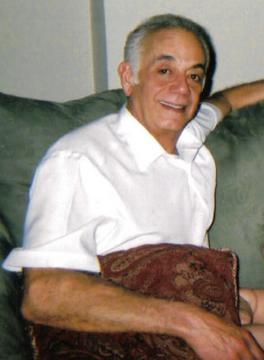
Jimmy Chagra in 2005 na zijn vrijlating

Jamiel Alexander (Jimmy) Chagra  (El Paso (Texas), 7 december 1944 - Mesa (Arizona), 25 juli 2008) was een Amerikaanse misdadiger.
In de jaren 70 was hij drugshandelaar in Texas. In 1978 werd hij opgepakt. Chagra kwam voor het gerecht en in 1979 leek het ernaar uit te zien dat hij voor zijn criminele praktijken door de destijds gevreesde rechter John H. Wood jr. tot de maximumstraf zou worden veroordeeld, te weten levenslange gevangenisstraf zonder de mogelijkheid om te worden vrijgelaten. Dit zou Woods grootste veroordeling worden tot dan toe, maar hij overleefde de rechtszaak niet. Op 29 mei 1979 werd Wood, nadat hij eerder niet was ingegaan op een omkoopsom van $10.000.000 dollar, met slechts een enkel schot uit een krachtig handwapen gedood door de door Chagra ingehuurde moordenaar Charles Harrelson.
Er was toch een lange lijst met verdachten vanwege de bekende strenge straffen die Wood oplegde en de vele zware criminelen die hij achter de tralies had gezet, maar Chagra werd al snel gezien als hoofdverdachte.
In 1982, na uitgebreid onderzoek, werd er een aanklacht ingediend tegen Chagra en Harrelson. Chagra gaf toe dat hij de moord had gepland en Harrelson $250.000 dollar had betaald om Wood te vermoorden. Hierdoor kreeg hij strafvermindering, maar hij gaf nooit toe schuldig te zijn aan de moord, vanwege onvoldoende bewijsmateriaal. Harrelson beweerde tot aan zijn dood (2007) onschuldig te zijn. Chagra werd in 1983 veroordeeld tot dertig jaar gevangenisstraf voor verdoezeling van belangrijk (bewijs)materiaal tijdens de rechtszaak, poging tot moord, belastingontduiking en verscheidene drugsgerelateerde misdaden.
Jimmy Chagra kwam op 9 december 2005 vervroegd vrij, hoewel eerder was vermeld dat hij niet in aanmerking zou komen voor vrijlating tot minstens 2010. Waarom hij toen al werd vrijgelaten, is niet duidelijk.
Medio 2008 overleed hij op 63-jarige leeftijd aan de gevolgen van kanker.